# 海老名中央公園

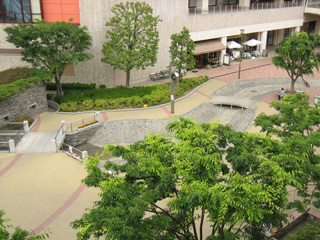
海老名中央公園内、親水広場付近

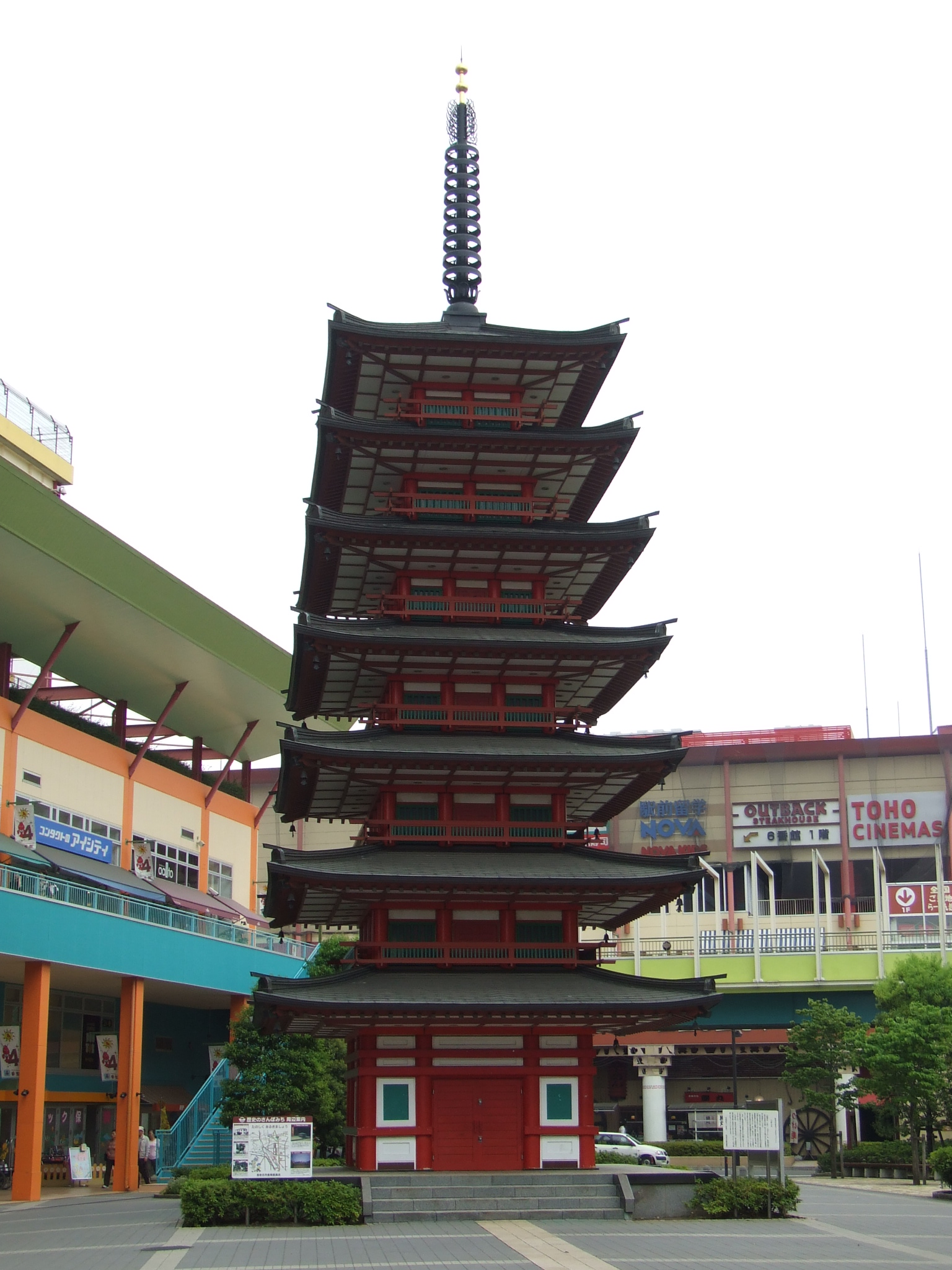
海老名中央公園内、七重の塔

海老名中央公園（えびなちゅうおうこうえん）は神奈川県海老名市の中心市街の海老名駅東口正面に位置する都市公園（近隣公園）。周囲に複合型商業施設が隣接している。総面積は約0.9ha。

## 概要
主な施設として、野外ステージや人工の小川を配し夏場は涼を感じられる親水広場がある「つどいの広場」、モニュメントやベンチを配した「かたらいの広場」、そして観光の象徴として1992年（平成4年）12月19日に完成した朱塗りの七重の塔が設置されている「いこいの広場」がある。この塔は相模国分寺の七重の塔を基にして、実物大の約3分の1の大きさで作られた模型である。
以前は、かつて相模国分寺に存在していた七重塔があるぐらいで、その周辺はアスファルトで固められた広場だったが、2002年（平成14年）4月19日には公園を取り囲むように複合型商業施設（ショッピングモール）『ViNAWALK』が開業し、他の公園と比べても特異な構造の公園となった。
地下には市営駐車場が整備されている。なお、この市営駐車場は電波が届かないため携帯電話を使用することができないが、最近になってNTTドコモの小型基地局が設置されていることが確認された。

2010年11月から第2週目の土曜と日曜に「相模国分寺手づくりマーケット」というハンドメイド専門の青空マルシェが毎月開催されている。

## 施設
- つどいの広場（親水広場、野外ステージなどがある）
- かたらいの広場（トイレが設置されている。多機能トイレもあり、入口にはオストメイト対応のマークがあるが、実際にはオストメイト対応設備は設置されていない）
- いこいの広場
- 地下 市営中央公園駐車場（乗用車197台収容、身体障害者用スペース有。駐車料金は15分まで無料。）

## 交通
- 海老名駅東口から徒歩2分（公園と駅は歩行者専用のペデストリアンデッキで結ばれている）